# مونرو (ویسکانسین)
مونرو (به انگلیسی: Monroe) شهری در شهرستان گرین ایالت ویسکانسین است که در سال ۱۸۸۲ بنیان‌گذاری شده‌است. این شهر طبق سرشماری سال ۲۰۱۰ میلادی ۱۰٬۸۲۷ نفر جمعیت داشته‌است.